# هاروكي إيزاوا
هاروكي إيزاوا (باليابانية: 井澤 春輝) (مواليد 14 يونيو 1999) هو لاعب كرة قدم ياباني.

## وصلات خارجية
- هاروكي إيزاوا على موقع رابطة كرة القدم اليابانية للمحترفين (اليابانية)
- هاروكي إيزاوا على موقع قاعدة بيانات كرة القدم.إي يو (الإنجليزية)
- هاروكي إيزاوا على موقع Soccerway.com (الإنجليزية)
- هاروكي إيزاوا على موقع عالم كرة القدم.نت (الإنجليزية)